# 特羅希米夫卡 (伊瓦尼夫卡區)
46°43′33″N 34°21′29″E / 46.72583°N 34.35806°E
特羅希米夫卡（烏克蘭語：Трохимівка）是位於烏克蘭南部的村莊，由赫爾松州海尼切斯克區的伊萬尼夫卡市鎮負責管轄。該村始建於1909年，面積48.7平方公里，海拔高度42米，2001年人口538，人口密度每平方公里11人。